# Funcions de localització C
En informàtica, les funcions de localització C són un grup de funcions en el llenguatge de programació C que implementen rutines bàsiques de localització. Les funcions s'utilitzen en programes multilingües per adaptar-se a la configuració regional específica. En particular, es pot modificar la manera de mostrar els números i la moneda. Aquests paràmetres afecten el comportament de les funcions d'entrada/sortida a la biblioteca estàndard C.

## Visió general de les funcions
Les funcions i els tipus de localització C es defineixen alocale.h (clocalecapçalera en C++).
| Funció    | Descripció                                                                      |
| --------- | ------------------------------------------------------------------------------- |
| setlocale | estableix i obté la configuració regional C actual                              |
| localconv | retorna detalls de format numèric i monetari de la configuració regional actual |

## Crítica
Les funcions de localització estàndard C són criticades perquè l'estat de localització s'emmagatzema globalment. Això vol dir que en un programa donat totes les operacions que involucren un local només poden utilitzar un local alhora. Com a resultat, és molt difícil implementar programes que utilitzen més d'una configuració regional.
Les funcions alteren el comportament de printf/scanf/strtod que sovint s'utilitzen per escriure dades desades en un fitxer o en altres programes. El resultat és que un fitxer desat en una configuració regional no es podrà llegir en una altra configuració regional o no es podrà llegir en absolut a causa de suposicions com ara "els números acaben en caràcters de coma". La majoria de programari a gran escala obliga la configuració regional a "C" (o un altre valor fix) per solucionar aquests problemes.

## Exemple
```
#include
 
<stdio.h>

#include
 
<stdlib.h>

#include
 
<locale.h>

int
 
main
(
void
)

{

 
/* Locale is set to "C" before this. This call sets it

 to the "current locale" by reading environment variables: */

 
setlocale
(
LC_ALL
,
 
""
);

 
const
 
struct
 
lconv
 
*
 
const
 
currentlocale
 
=
 
localeconv
();

 
printf
(
"In the current locale, the default currency symbol is: %s
\n
"
,

 
currentlocale
->
currency_symbol
);

 
return
 
EXIT_SUCCESS
;

}

```